# إتش إم إس إريزيستابل (1898)
إتش إم إس إريزيستابل (بالإنجليزية: HMS Irresistible)‏ هي بارجة بريطانية من فئة فورميدابل، تزن حوالي 14,500 طن بطول 131 متر، بنيت البارجة في حوض بناء السفن تشاثهام عام 1897، شاركت في الهجوم على مضائق الدردنيل العثمانية خلال الحرب العالمية الأولى وغرقت في 18 مارس 1915 بعد عبورها حقل ألغام زرعته زارعة الغام عثمانية.